# 列宁军事政治学院
列宁军事政治学院（俄语：Военно-политическая академия имени В. И. Ленина）是苏联武装力量的高等军事教育机构，旨在为各类武装力量、作战部队、内务部队和边防部队，培养具有高等教育水平的军事政治人才，同时为其它军事高等教育机构培养军事科学和教育工作者，其中包括人文领域。
学院全名为：列宁勋章、十月革命勋章和红旗勋章弗拉基米尔·伊里奇·列宁军事政治学院。
学校创办于1919年，始建于彼得格勒（后改名列宁格勒），后迁至莫斯科，原名列宁格勒托尔马乔夫军政学院，以尼古拉·古列维奇·托尔马乔夫命名。1994年7月20日，改名为俄罗斯联邦国防部军事大学。
毛澤東的長子毛岸英曾就讀此校。
瓦列里·萨布林曾经就读于此校